# Poecilomorpha laosensis pretiosa
Poecilomorpha laosensis pretiosa es una subespecie de coleóptero de la familia Megalopodidae.

## Distribución geográfica
Habita en la Isla de Formosa.